# Drosicha howardi
Drosicha howardi är en insektsart som först beskrevs av Kuwana 1922.  Drosicha howardi ingår i släktet Drosicha och familjen pärlsköldlöss. Inga underarter finns listade i Catalogue of Life.